# 日産・ティーダ
ティーダ（TIIDA）は、日産自動車が製造・販売するハッチバック型乗用車である。日本国内では2004年から2012年まで販売されていた。
日本国内でモデル廃止となったサニーやパルサーのマーケットを受け継ぐモデルであるが、既存モデルの後継車としてではなく、全く新しい車として新規開発され、発表された。

## 初代 C11型（2004年 - 2012年）
初代ティーダは150万円以上160万円以下の価格帯における、マーケットのニーズを考えて企画された。同カテゴリーにはすでにマーチやキューブがあったため、それらとは別の新しいマーケットに訴求するための調査を行った。そこで浮かび上がったのが団塊世代と当時の新世代の間にいる「断層世代」であった。この断層世代を見つめることで、クルマに何を求めるのかを見出した。フォーカス・ターゲット・カスタマーとして設定した人物像は「年齢45歳前後で、パンツの裾幅からウィスキーの年代ものに至るまで、きめ細かなこだわりを大切にしている男性」とし、「快適」で「ストレス」がない、品質や機能を充実しながらターゲットの気持ちに踏み込むようなものを考えた。
日産が掲げるコンセプトとなるSHIFT_ワードは「SHIFT_ compact quality（コンパクトの質をシフトする）」と設定され、高級なインテリアとクラスを超えた居住性、高い走行性能を実現した。

### メカニズム
プラットフォームは、アライアンス関係を結んでいるルノーと共同開発し、すでにマーチやルノー・クリオなどで使用されていたアライアンス・Bプラットフォームをベースに、ホイールベースを大幅に延長したものが使用される。ボディサイズは全長4,205mm、全幅1,695mm、全高1,535mm（4WD車は1,540mm）、ホイールベース2,600mmで5ナンバーサイズに収められている。
エンジンは、日産がルノーと共同開発したオールアルミ製直列4気筒のHR15DE型1.5Lを横置きに搭載。低・中回転域のトルク・燃費性能・環境性能を従来のQG型から大幅に向上させた。2005年初頭には、同じく新開発のMR18DE型直列4気筒1.8Lエンジンが追加された。また、海外向けにはHR16DE型直列4気筒1.6Lエンジンやルノー製のK9K型直列4気筒1.5Lディーゼルエンジンも用意されている。
トランスミッションは4速AT（E-ATx）のほか、FF車にのみ伝達効率を向上させた新開発CVT（エクストロニックCVT）を設定。当初、FF車には最下級グレードの「15S」のみに4速ATが用意され、2008年1月のマイナーチェンジからは18Gに6速MTが設定されていたが、2010年8月のマイナーチェンジでいずれも廃止。その後、MTは海外市場のみの販売となった。

### スタイリング
内外装はコンセプトの通り、従来の小型車レベルを超えた高い質感を指向した。インテリアは同社のティアナを手がけたスタッフによるもので、「コンフォート(Comfort) & スパイシー(Spicy)」をテーマとした。キャビンの断面は正方形のようになっており、ふたり乗りにゆとりのある室内空間を確保した。ダッシュボードにはアルミ調パネルをあしらい、シートはティアナと同等の余裕あるサイズを採用し、ホールド感のある形状で長距離走行時にも疲れにくく、生地には低反発ウレタン素材を使用した。最上級グレードのGシリーズには本革シートが標準装備となり、全体としても高い質感を実現した。また、6:4分割された後部座席のスライド長を240mmとすることにより、後部座席ニースペースを高級車であるシーマ以上の確保を実現しながら、荷室長をワゴン車であるウイングロード並みとすることも可能とした。
エクステリアデザインは「スペーシャス(Spacious) & スパイシー(Spicy)」をテーマに、立体的でダイナミックなフォルムを表現した。また、インテリアとは異なり、空力を意識しながらもコンパクトにまとめた。後に2005年ニューヨークショーに出展され、2006年のアニメ作品「攻殻機動隊 STAND ALONE COMPLEX Solid State Society」に登場したコンセプトカー「スポーツコンセプト」の基にもなった。さらにところどころ、欧州車の影響が見られ、フロントマスクは同時期のルノー車にも通じるデザインである。
なお初期モデルではインパネ及びドアトリム上部にソフトパッドが採用されていたが、2006年12月の一部改良で硬質なハード樹脂に変更。2008年1月のマイナーチェンジではLEDマップランプ・トノボードフラップが廃止された。

### 特別仕様車
アクシス
ティーダ アクシスは「ちょっと贅沢なハイクオリティコンパクトカー」をコンセプトとした特別仕様車で、15Mおよび15M FOURをベースにしている。インテリアにはタン色の専用本革シート、専用木目調パネル/フィニッシャーを採用し、エクステリアは専用フロントグリル、光輝モール付の専用フロントバンパーなどを装備した。
上級仕様であるアクシス パフォーマンススペックは2008年のマイナーチェンジで追加された。専用のチューンドサスペンションと185/65R15 88Hタイヤ、専用電動パワーステアリングホイールを装備し、走りへのこだわりを追求した。
モダンセレクション
特別仕様車「モダンコレクション」は、深みと味わいのある「ワイマラナー」内装色を採用し、適度な艶と柔らかな肌触りを持つスエード地と組み合わせることで、新しい上質感を演出する。また、単一の色や素材ではなく、異なった色や素材を組み合わせることで、安らぎと気持ちの高まりをもたらすモダンなインテリアを実現している。
ベースは15Mおよび15MFOURで、両車ともに本革/アルカンターラコンビシート、木目調本革巻コンビ3本スポークステアリングを装備。またティーダには木目調パネル、木目調フィニッシャー（シフトノブ・パワーウィンドウスイッチ）を装備した。

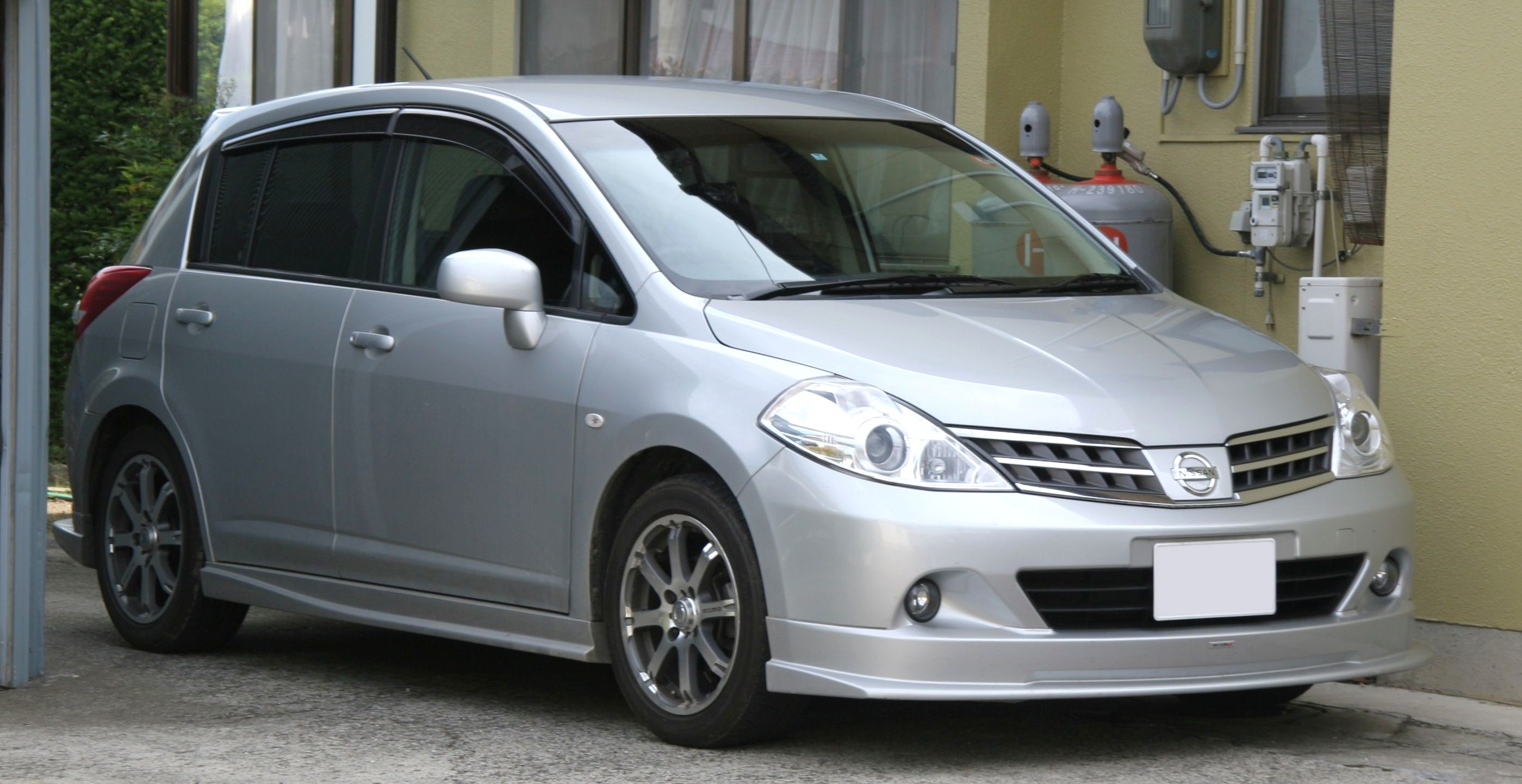
NISMO S-tune Package
日産が展開するブランド、NISMOから提供されるライトチューニングメニュー。2008年のマイナーチェンジで、外装をカスタイマイズできる「エアロパッケージ」とブレーキパッド、スポーツマフラーなどを含む「パフォーマンスパッケージ」の2種類がディーラーオプションとして設定された。
サスペンションキットを適用することで、ノーマル状態よりも乗り心地が若干良くなるだけでなく、中速コーナーではロールをほどよく抑えられ、挙動が安定する。なお、エンジンはノーマル状態と変わっていない。
その他の特別仕様車
ティーダにはこの他にもお買い得な仕様として、「Plus navi HDD」「Plus Navi HDD Safety」「+プラズマ」といったラインアップが投入された。いずれもナビゲーションシステムやエアコンシステムといった先進装備・快適装備の充実が主な内容である。

### 海外での販売

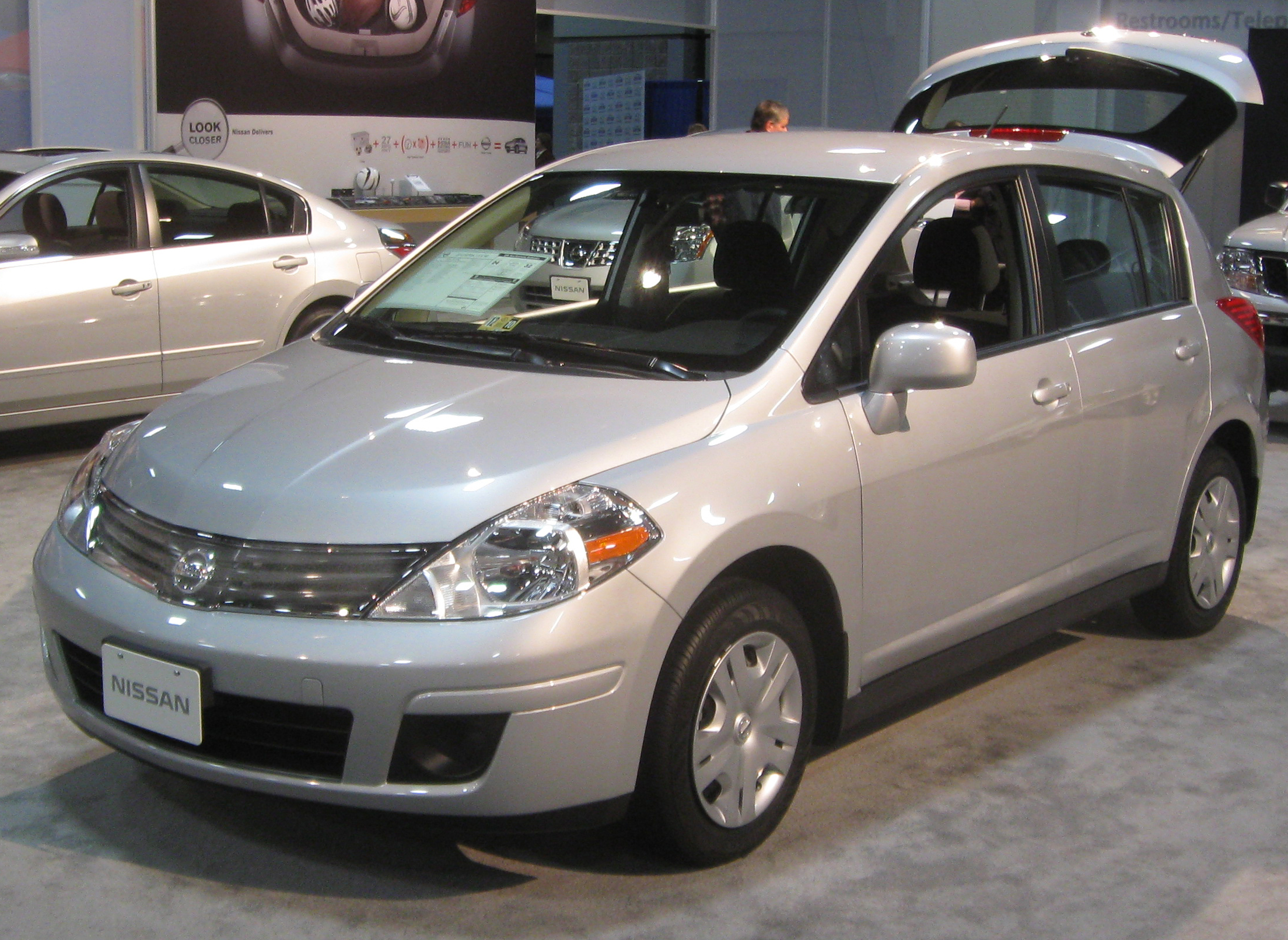
北アメリカ仕様車
2010年モデル

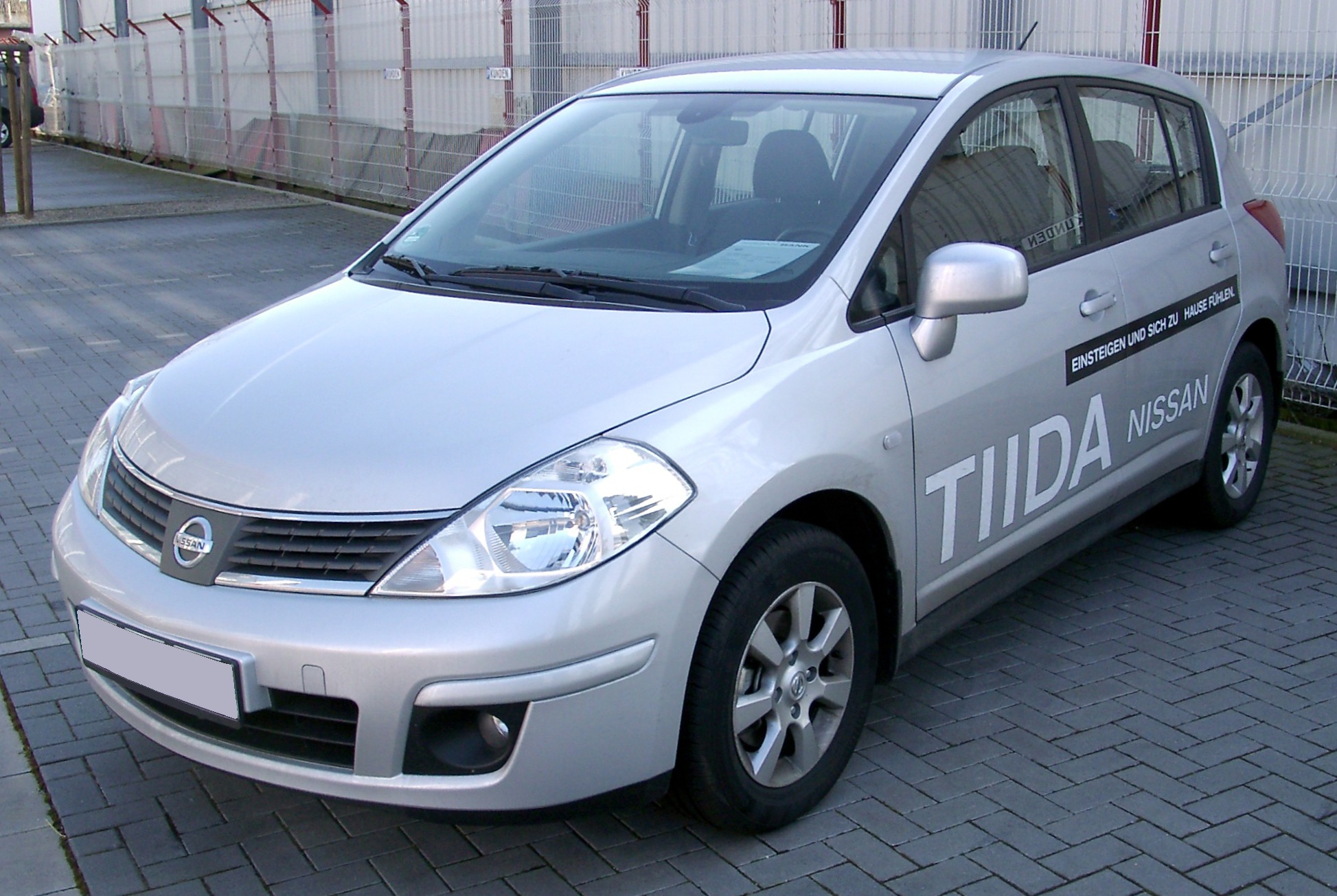
ドイツ仕様車
デザインはヴァーサ前期型と共通

当初はアジア戦略車と位置付けられていたが、2006年にはメキシコのアグアスカリエンテス工場でも生産を開始し、北米サブコンパクト市場にも投入された。さらに2007年からはメキシコからスペインやアイルランド、ポーランド、ハンガリーなど、欧州諸国にも輸出された。欧州市場ではアルメーラの生産終了によって空いた、小型ファミリーカーのポジションを埋める役割を担う。
米国、カナダでは「ヴァーサ」（VERSA）、シンガポール、インドネシア、マレーシアでは日本向けのセダンのサブネームと同じ「ラティオ」、それ以外の地域では日本同様「ティーダ」の車名で販売される。北米市場向けのヴァーサや、メキシコやドイツなど一部の国で販売されるモデルについては、フロントグリル・前後バンパーなどの形状が日本仕様と異なっている。
なお、日本向け「ティーダ」はセダンにサブネームを付加して区別しているのに対し、海外向け「ラティオ」はシンガポールとマレーシアを除き、ハッチバックにサブネームを付加して「ラティオスポーツ」として区別しており、日本向けとは逆転した関係となっている。
日本国内向けのモデルの生産は神奈川県の追浜工場で行われているが、中国向けモデルは東風汽車花都乗用車工場で、台湾向けモデルは裕隆日産汽車三義工場で、タイ及びオーストラリア向けはタイ日産で、アメリカ各国向けモデルはメキシコ日産自動車アグアスカリエンテス工場でそれぞれ現地生産されている。
2007年にはFIPA主催の「アメリカ大陸カー・オブ・ザ・イヤー」を受賞。高級感のある室内空間の豊かさと良好な価格に加え、キビキビとした走りが注目された。このほか、中国の「2006年カー・オブ・ザ・イヤー」、中東の「ベスト・コンパクト・カー」、「ベスト・スモール・ジャパニーズ・カー」を受賞した。

#### 中国市場での販売
中国市場では2005年から販売され、世界販売台数では最多の台数を記録した。現地生産が行われる中国仕様では漢字表記の時のみに際し、同音異字を用いて区別している。当時すでに4ドアセダンが市場の85%を占めていたにもかかわらず、ティーダはコンパクトカー、ハッチバック車として異例のヒットを記録した。
その結果、イベントの開催やモータースポーツ活動の参画など、中国市場を重視したマーケティング戦略が練られ、2代目や3代目も中国市場を中心に開発が進められた。

### 電気自動車試作車

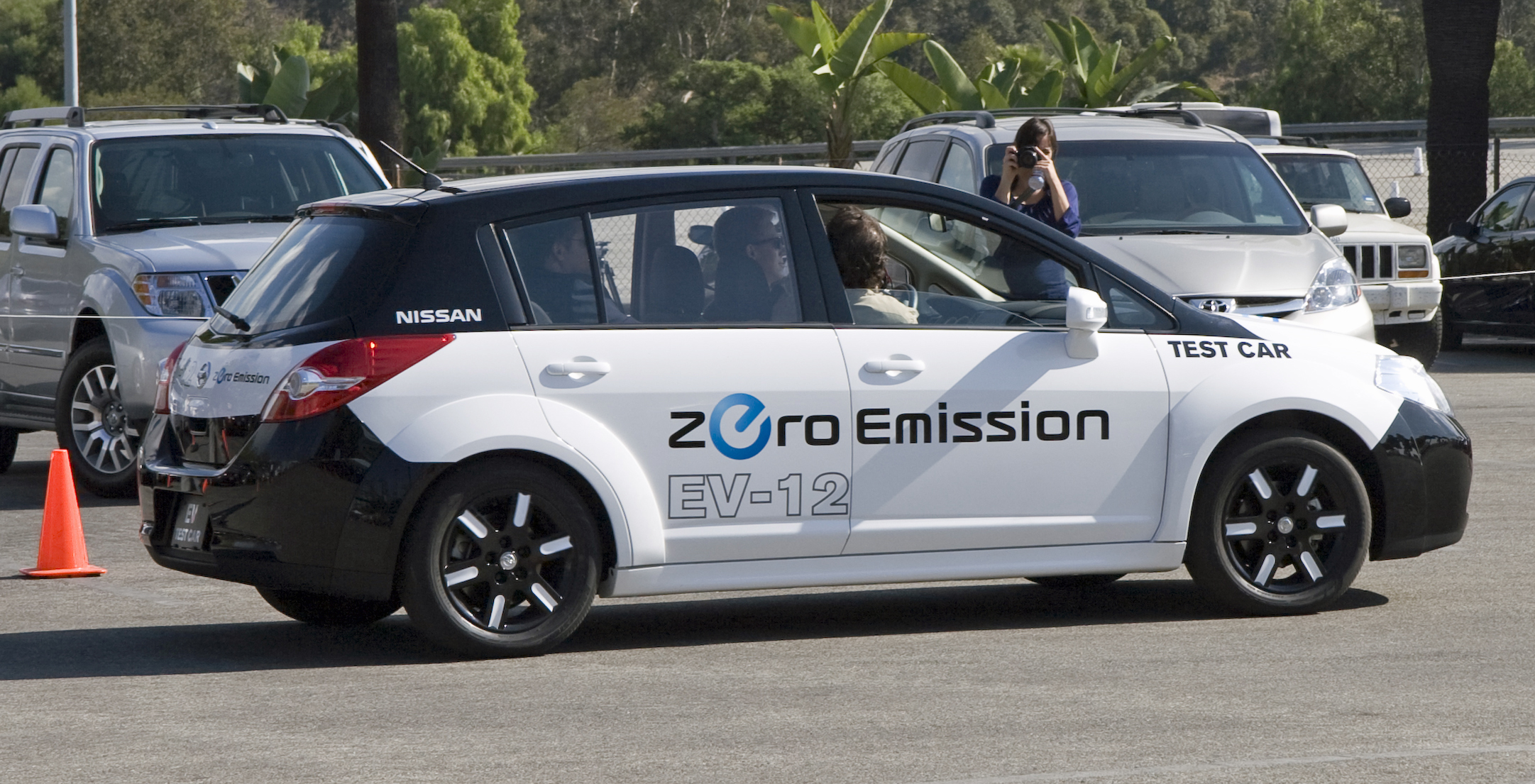
ティーダをベースとしたEV-12

次世代電気自動車試作車両に改造されたティーダは「EV-11」と「EV-12」として公開された。これはリーフの発売前にあたる2009年の「先進技術説明会」にて披露されたものであり、電気自動車の新プラットフォーム検討のためにシャシーを再設計し、その上からフェンダーを拡大したティーダの外装を被せている。このシャシーは完成したリーフに採用されたため、ホイールベースはリーフと同じ長さになっている。
最高出力80kW、最大トルク280Nmを発揮するモーターや高性能リチウムイオンバッテリーを搭載しているため、トレッド幅を拡大したり専用のワイドタイヤを採用したりするなど、安定性を高めている。

### 年表

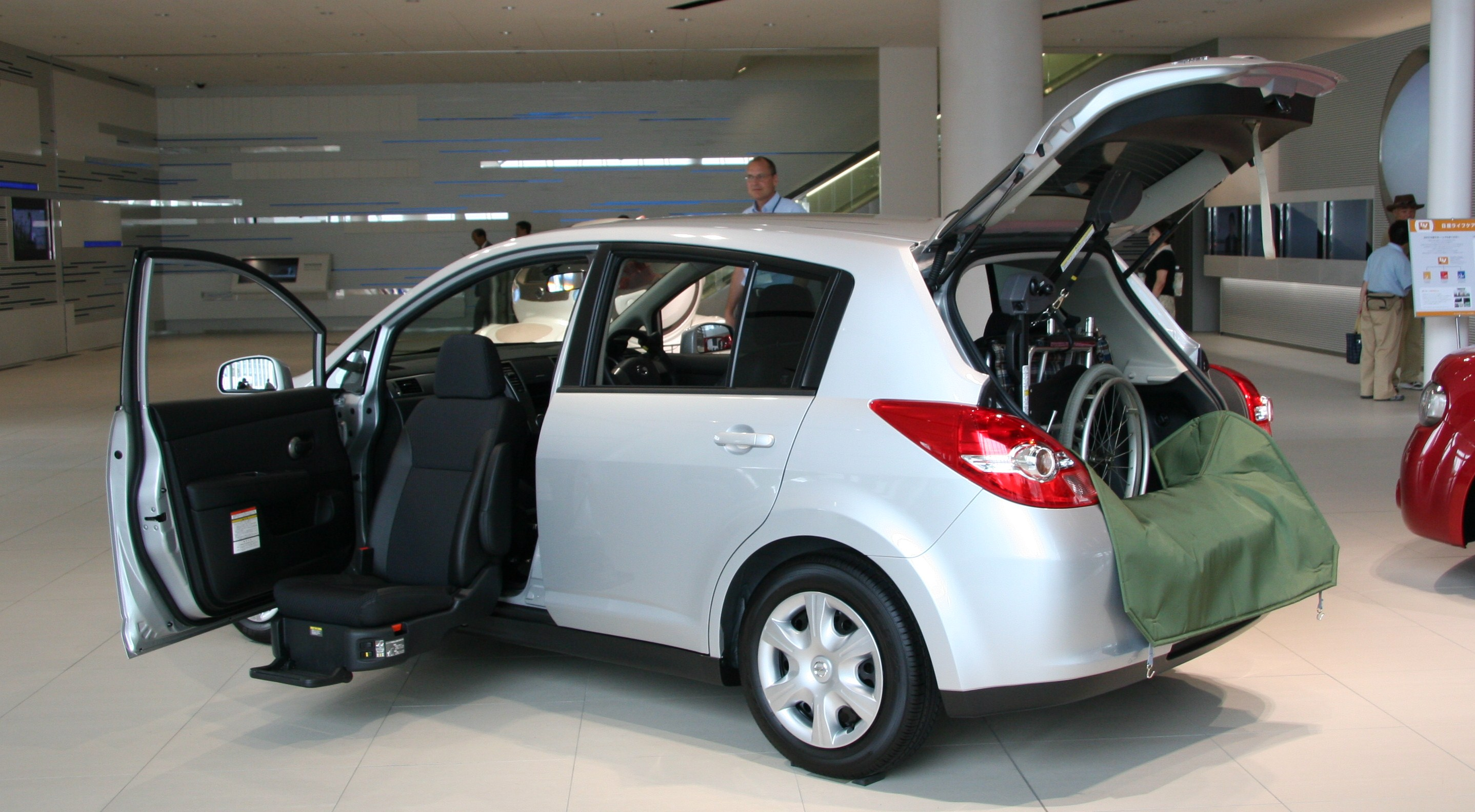
アンシャンテ「助手席スライドアップシート」

- 2003年（平成15年）10月 - 第37回東京モーターショーに、のちのティーダのベースとなるコンセプトカー「シーノート（C-NOTE）」を出展[25]。
- 2004年（平成16年）
  - 9月30日 - ブルーステージおよびレッドステージからティーダを発売[6]。目標月販販売台数は5000台。15Mおよび15M FOURをベースにオーテックジャパンによる特別仕様車「アクシス」、ライフケアビークル「アンシャンテ（助手席スライドアップシート、助手席回転シート）」「ドライビングヘルパー（オーテックドライブギアタイプｅ）」を設定した。
  - 10月31日 - セダンバージョンである、ティーダラティオ（SC11型）を追加[26]。
- 2005年（平成17年）
  - 1月11日 - 新開発のMR18DE型直列4気筒1.8Lエンジン搭載車（JC11型）を追加[9]。同車種にはプロジェクターキセノンヘッドランプ&アクティブAFS、運転席パワーシートが標準装備される。
  - 4月19日 - 上海で中国向け「ティーダハッチバック」（中国名：騏達）ならびに「ティーダセダン」（中国名：頤達）を披露[27]。生産は日産自動車と東風汽車との合弁会社である東風汽車有限公司 花都工場にて行われる。エンジンは1.6Lエンジンのみを搭載し、4速AT、5速MTが用意される。
  - 12月21日 - 一部改良[28]。15Mおよび15M FOURにはフォグランプと本革ステアリングが、Gシリーズにはインテリジェントキーが標準装備された。
- 2006年（平成18年）
  - 4月27日 - インテリアの魅力を高めた特別仕様車「モダンコレクション」を設定し、発売[29]。
  - 6月 - 台湾、タイ王国で相次いで発売。台湾仕様車には1.8Lエンジン搭載車のみが、タイ仕様車には1.6Lエンジンおよび1.8Lエンジン搭載車が用意され、4速ATが組み合わせられた。
  - 11月30日 - それまでのN16パルサーの後継として、タイで生産されたティーダを豪州向けに輸出を始めることを発表[20]。1.8Lエンジン搭載車のみが用意され、4速ATもしくは6速MTと組み合わされる。
  - 6月 - 北米で「ヴァーサ」として販売開始[30]。「S」と「SL」の2グレードが展開され、1.8Lエンジンのみを搭載。Sには6速MT、SLにはCVTが組み合わせられ、4ATがSにオプションで用意される。また、Sには日本仕様車とは別デザインのホイールカバーが、SLには日本仕様車と同一デザインの15インチホイールが装着される。
  - 12月25日 - 一部改良[31]。1.5L車の環境性能が改良され、燃費を向上。同時にメーカーオプションにHDDナビが設定され、リモコンキーの意匠が変更された。これに合わせて、15Mおよび15M FOURをベースとした特別仕様車「Plus navi premium next」を設定。
- 2007年（平成19年）
  - 6月5日 - 15Sおよび15S FOURベースの特別仕様車「Plus navi HDD」を発売[32]。カーウイングス対応ナビを搭載する。同時にアクシスには黒本革仕様を追加。
  - 6月 - 欧州で「ティーダ」として販売開始[30]。
  - 11月 - 日本仕様車に先立ち、中国仕様車がマイナーチェンジ。15インチアルミホイールは中国仕様車独自デザインとなった。
- 2008年（平成21年）
  - 1月28日 - マイナーチェンジを実施[33]。
    - フロントグリル、フロント・リアバンパー、テールライト、ホイールカバーなど、エクステリアのデザインが変更され、内装面では、ノート同様に瞬間燃費計も搭載された。アクシスは継続設定されるが、新たにサスペンション等をチューンした「アクシス パフォーマンススペック」が登場。JC11型1.8L車（18G）に北米仕様ヴァーサSと同様の6速MT仕様を追加。さらに、ディーラーオプションとして、「NISMO S-tune Package」を発表した。ライフケアビークル「アンシャンテ 助手席スライドアップシート」では改良された昇降シートを搭載し、新型多機能リモコンの採用など、使い勝手の向上を図ったほか、特別仕様車「Plus navi HDD」を追加した。
    - 同日、マイナーチェンジを記念してBALS TOKYOとのタイアップを実施[34]。

  - 4月2日 - 世界販売台数が100万台を達成[30]。これを記念して、「ティーダの売れている国へご招待キャンペーン」と題し、世界販売台数上位国10位のうち、ドバイ、上海、トロントへの海外旅行抽選キャンペーンが行われた[35]。
  - 10月1日 - 一部仕様向上[36]。1.8L車は15インチアルミホイールが、Mシリーズはインテリジェントキー+エンジンイモビライザーが標準装備化され、カーウイングスナビゲーションシステム付車にはETCユニットを標準設定とした。1.8L車には15インチアルミホイールを標準装着とした。
  - 12月17日 - 翌2009年3月末までの期間限定車「Plus navi HDD Safety」を発売[37]。15G、15S FOURをベースに、エコドライブのサポートが可能なナビゲーションシステムやSRSカーテンエアバッグシステム、ウエストメッキモールなどを装備した。
- 2009年（平成21年）
  - 4月23日 - 燃費性能を向上[38]。1.5L FF CVT車（15Mおよび15G）は「平成22年度燃費基準+25%」を達成。また、ボディカラーに新色を追加。一部グレードには地上デジタルチューナー内蔵・HDD方式カーウィングスナビゲーションシステム、ディスプレイ付CD一体AM/FM電子チューナーラジオ+バックビューモニターをオプション設定とする仕様変更を行った。
  - 9月15日 - 北米仕様車がマイナーチェンジし、2010年モデルに移行。フロントグリル、アルミホイールおよびホイールカバーのデザインなどが変更された。
- 2010年（平成22年）
  - 2月26日 - エンジン側の電気配線の端子が変形しているために接触不良となり、最悪の場合、走行中にエンストして再始動できなくなるおそれがあるとしてリコールを提出。対象となるのはティーダなど計10車種で、2007年10月15日から2008年5月20日に製造された計7万6415台[[39]。
  - 8月6日 - 一部仕様変更（8月16日販売開始）[40]。
    - 2WD車には新たにスイッチ一つでエンジンとエクストロニックCVTを協調制御し、発進・加速時にエコドライブのサポートを行う「ECOモード機能」を搭載。また、「15S」のトランスミッションをエクストロニックCVTに変更し、燃費を向上。「平成22年度燃費基準+25%」を達成したため、新たに環境対応車普及促進税制に適合した。インテリジェントエアコンシステムには高濃度プラズマクラスターイオン発生器を新たに搭載した。ボディカラーはシャンパーニュゴールドに替わり、メローゴールドを追加。さらにビターショコラも追加された。
    - グレード体系を見直し、1.8L車の「18G」を廃止した。
    - 教習車仕様はシートクロスを変更し、電動格納式のカラードドアミラーを採用した。
- 2011年（平成23年）6月30日 -「15M」・「15M FOUR」をベースにプラズマクラスターを搭載したインテリジェントエアコンシステム（ワンタッチクリーンスイッチ付）を装備しながら、車両本体価格をベース車両より78,750円引き下げた特別仕様車「15M SV +プラズマ」・「15M FOUR SV +プラズマ」を発売[41]。同時に、オーテックジャパン扱いの特装車「アクシス」・「アクシス パフォーマンススペック」に「15M SV +プラズマ」・「15M FOUR SV +プラズマ（アクシスのみ）」を追加した。
- 2012年（平成24年）
  - 7月 - 生産終了。在庫販売のみとなった。同月16日、2代目ノートを世界初公開しているが、同時にティーダが日本市場のラインアップから消滅することが正式に発表された[42]。実質的な後継車種としては、同年9月発売のノート MEDALISTが該当する。
  - 8月28日 - 2代目ノートの正式に伴い[43]、日本国内での販売も終了（Webサイト上のラインナップからも消滅）[注釈 2]。
  - 8月30日 - タイ向けティーダの生産・販売が、事実上の後継車となるシルフィの登場により終了（オセアニア・アフリカ等への輸出向けは当面継続生産）。

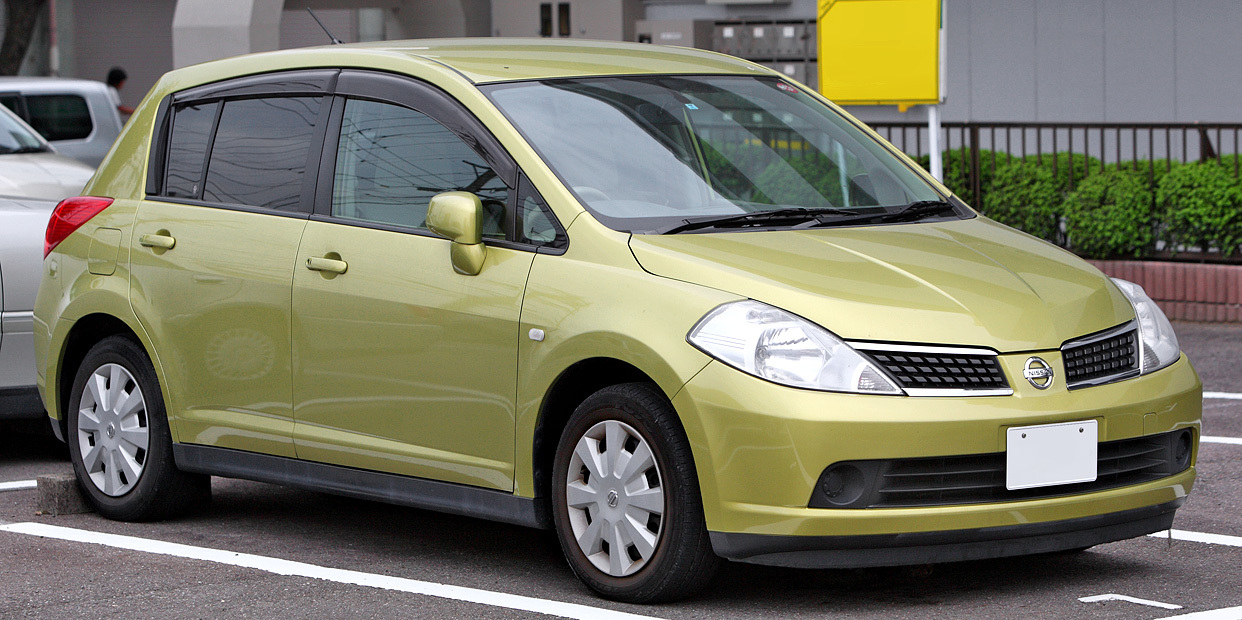
15M（フロント） 前期型（2004年9月 - 2008年1月）
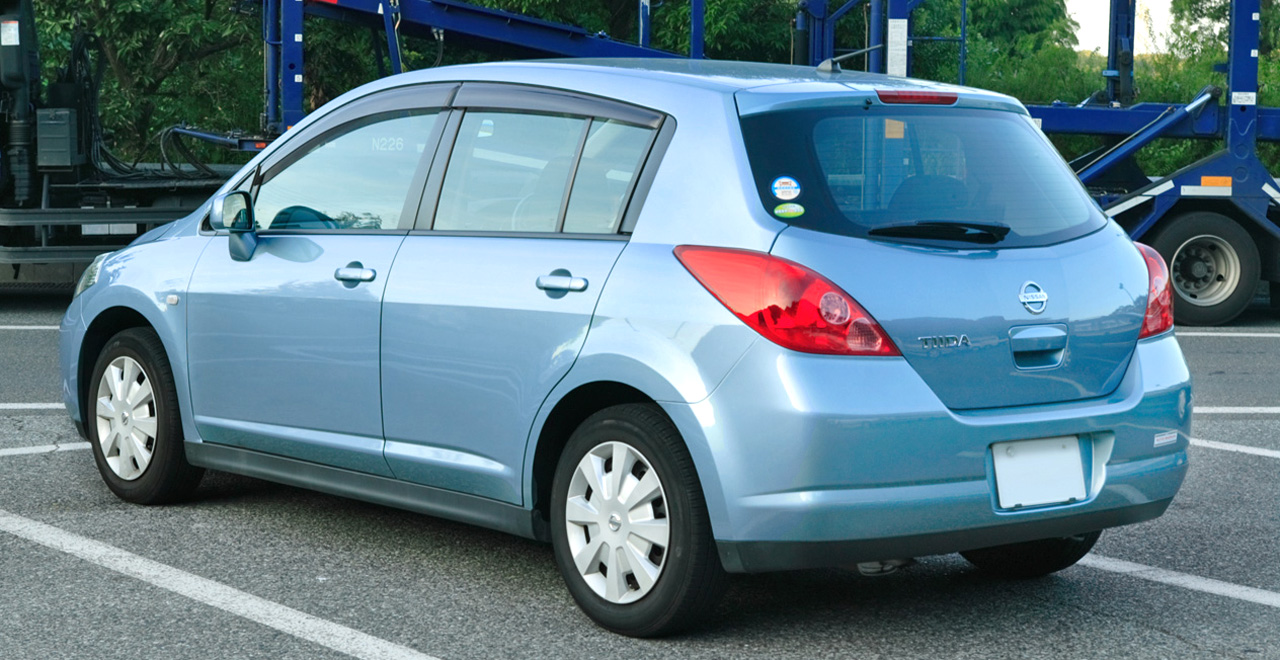
15M（リア） 前期型（2004年9月 - 2008年1月）
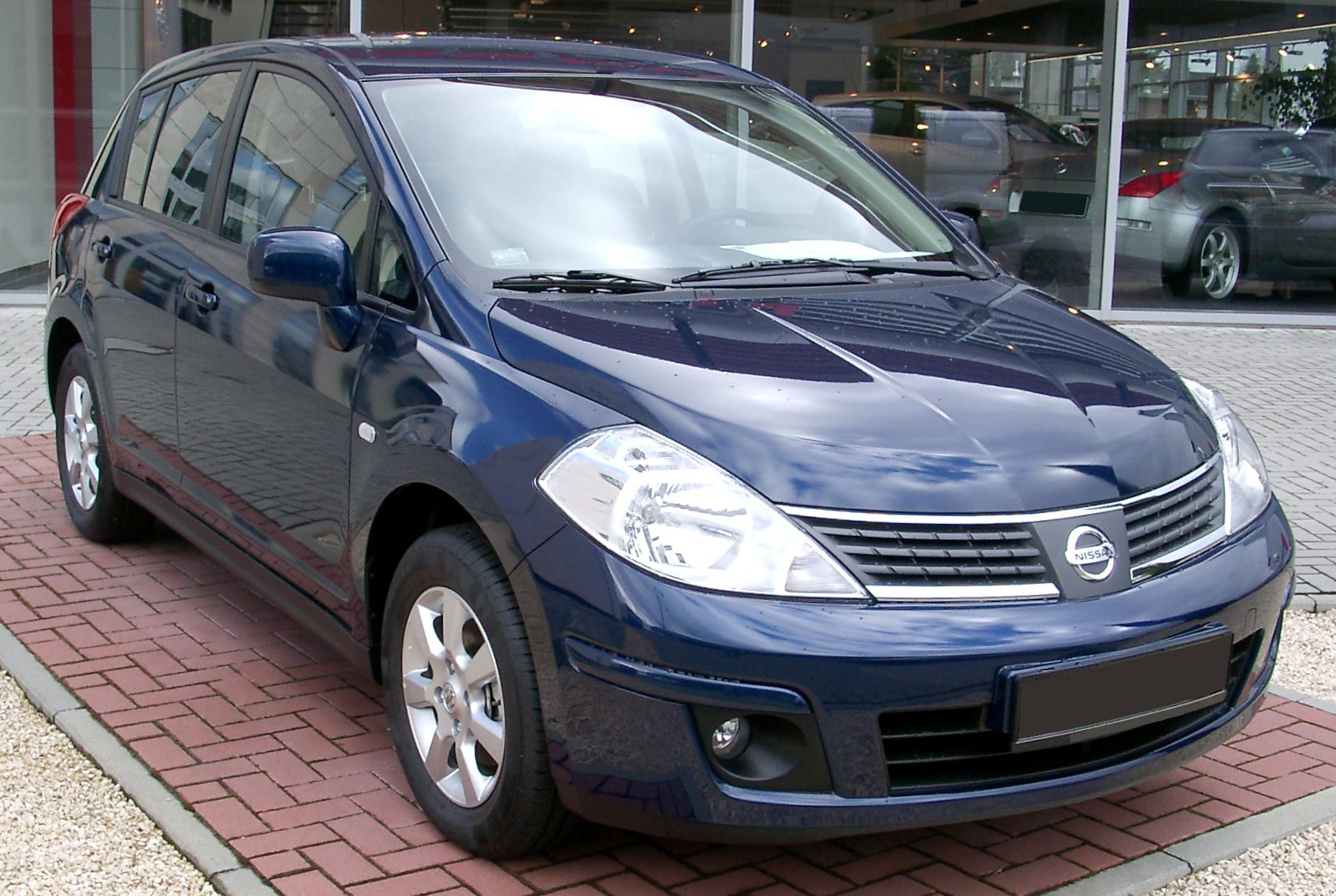
欧州仕様（フロント）
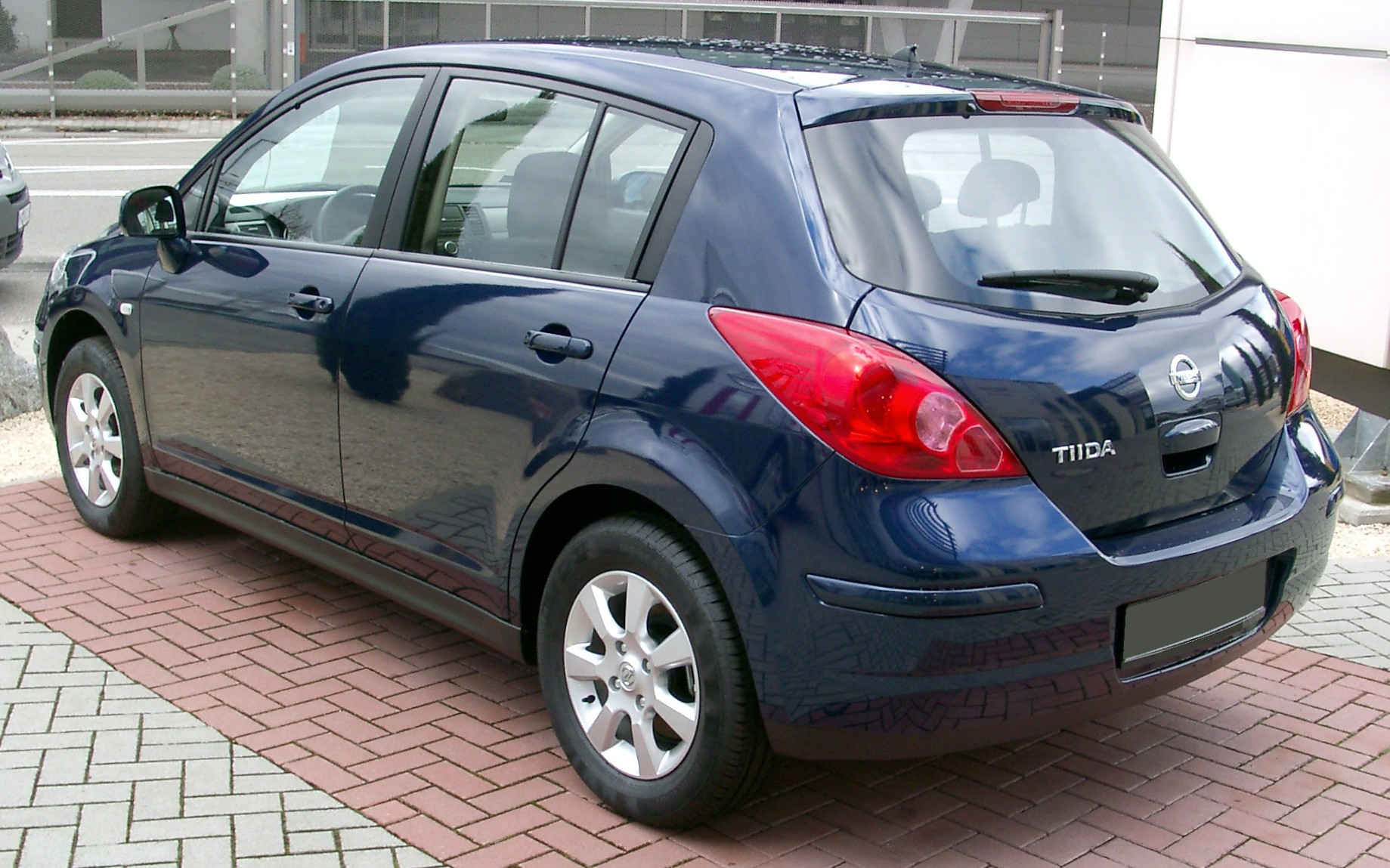
欧州仕様（リア）
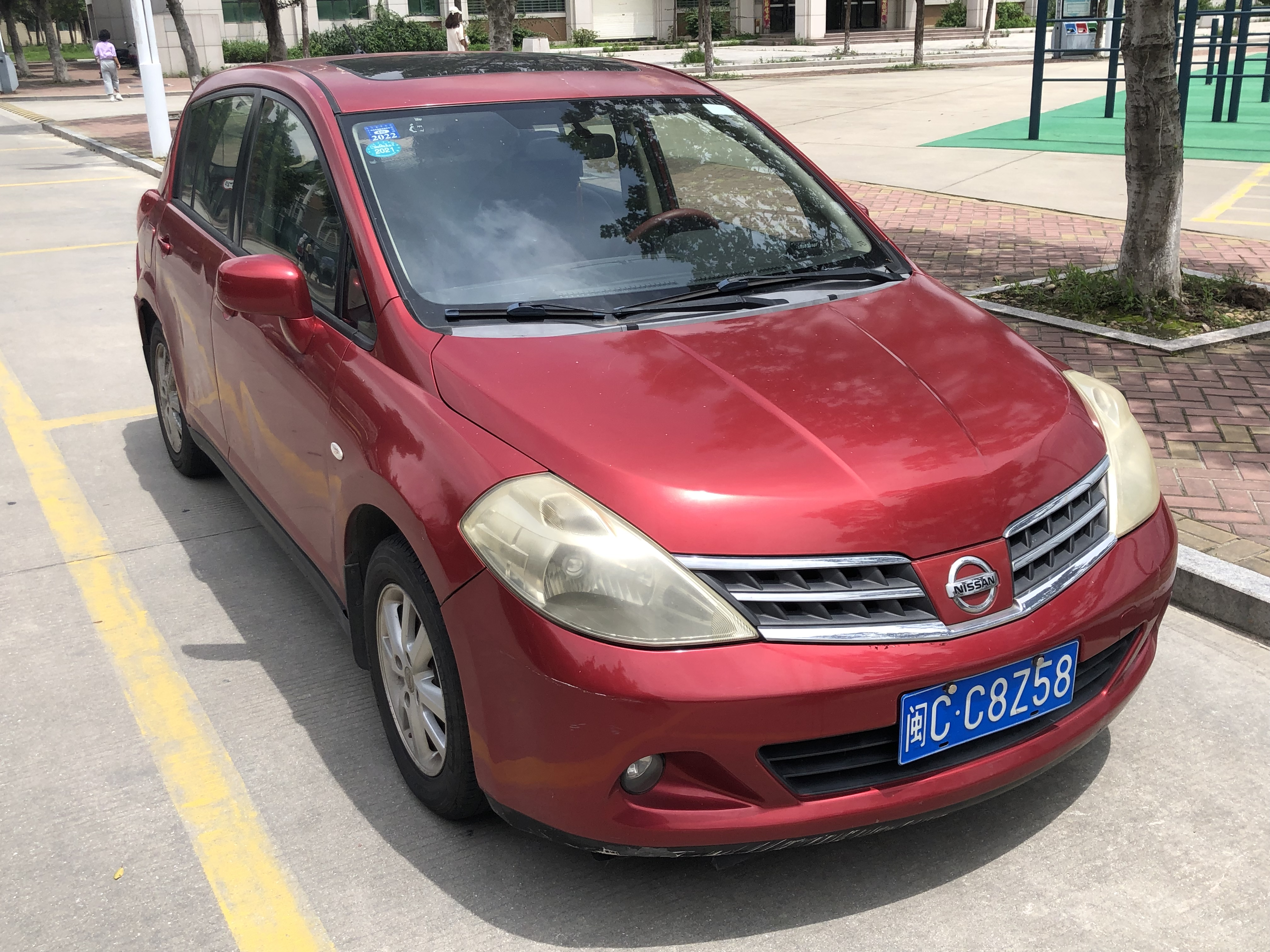
中国仕様（フロント）
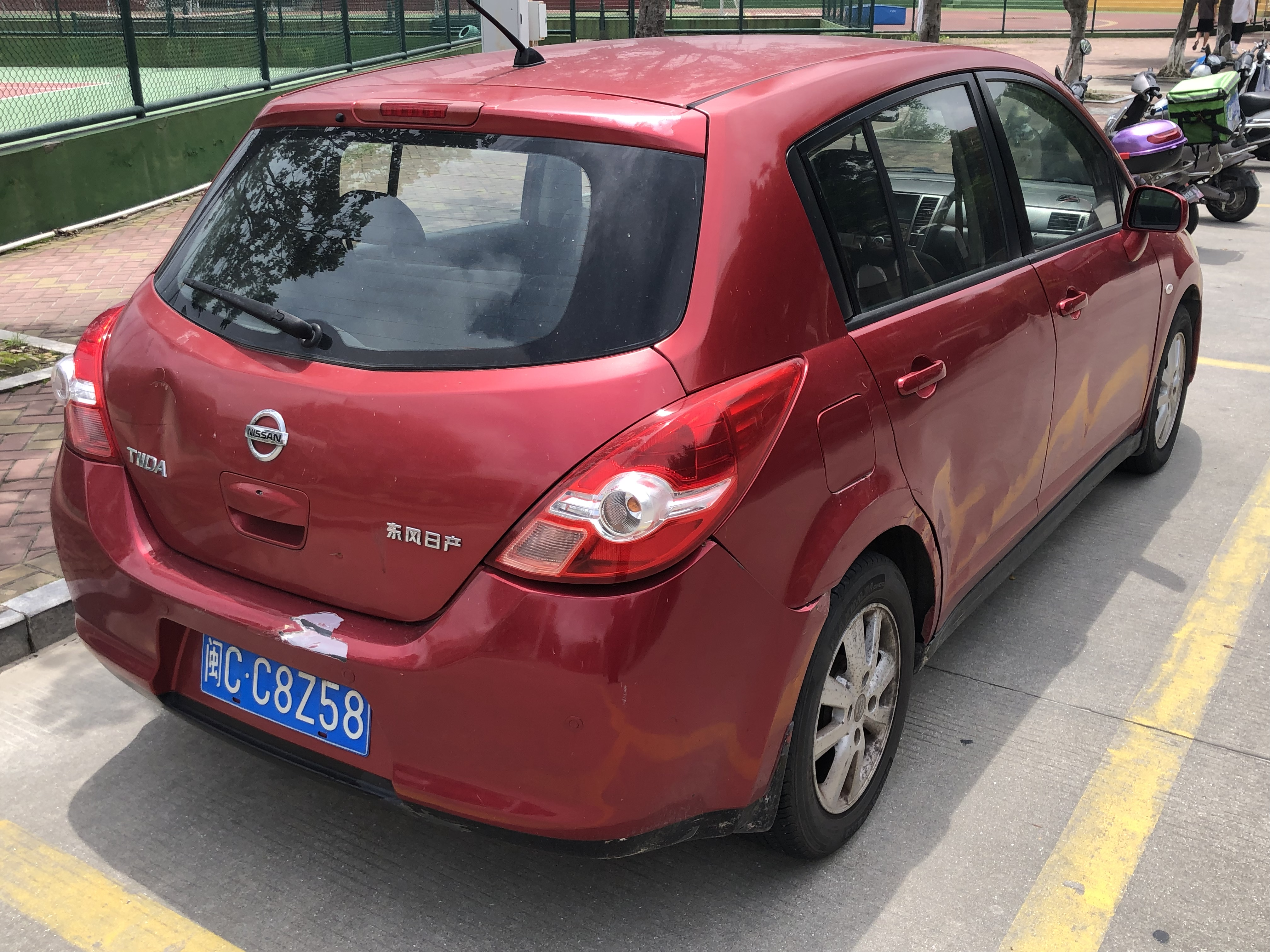
中国仕様（リア）

## 2代目 C12型（2011年 - 2015年、台湾市場のみ2011年 - 2023年）
2011年発表。日本国内では販売されず、中国市場を皮切りに2014年までに世界130か国で販売された国際戦略車である。
ボディサイズが先代から一回り拡大されたことでラティオとの関係性はなくなり、上級のシルフィと姉妹車の関係を持つこととなった。ティーダの上級移行に伴い空白となったアメリカ大陸向けのサブコンパクトハッチバック市場は、2012年発表のヴァーサノートが担うことになった。
車名は市場によって異なり、台湾では当初ビッグ ティーダ（BIG TIIDA）として発表され、タイ王国とオセアニアではパルサー（PULSAR）の車名が使用されている。なお、オセアニアではシルフィもパルサーセダンとして販売されていたが、オーストラリア市場については販売不振のため、セダンやマイクラとともに2016年中をもって撤退している。
エンジンは仕向地によって異なるが、HR16DE型1.6L、MRA8DE型1.8リットル、それにMR16DDT型1.6L DIGターボが搭載される。トランスミッションは6速MTまたはエクストロニックCVTとなる。
生産は中国向けが東風汽車有限公司の花都工場、台湾向けが裕隆汽車の苗栗工場、東南アジアおよびオセアニア向けがタイ日産のバングナ・トラットロード工場にて行われる。

### フェイスリフト（台湾）
台湾仕様は2回のフェイスリフトを行っている。1回目は2017年度であり、この時すでにC13型が他の地域で販売されているが、台湾では従来のC12型を販売しながら新型車種に合わせている。日産の最新デザインアイコンである「Vモーション」を採り入れたフロントマスクに大幅刷新するとともに、前後レンズ類にLEDを採用。名前をビッグ ティーダからアイ ティーダ（i TIIDA）に変更した。

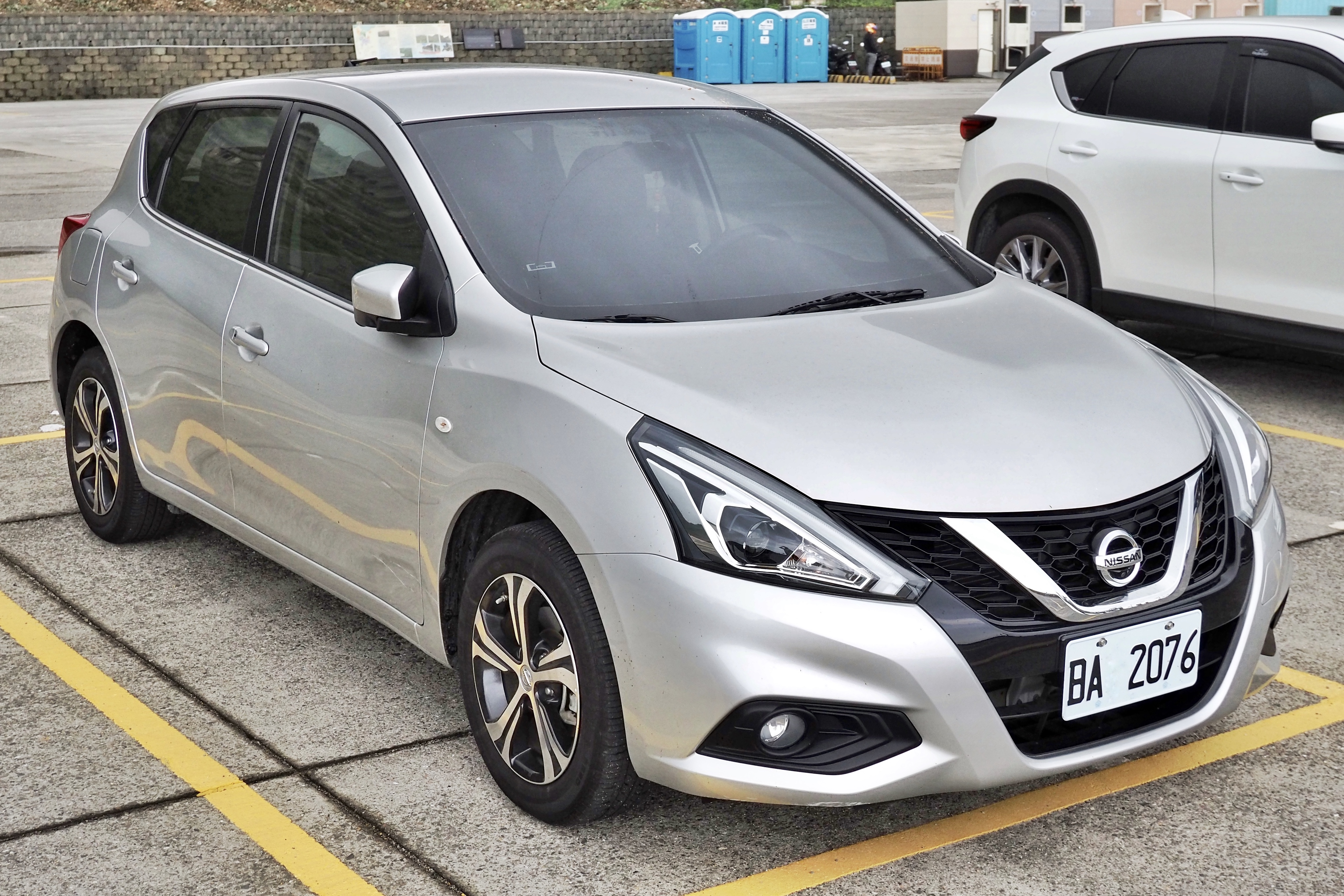
2017年モデル（フロント）
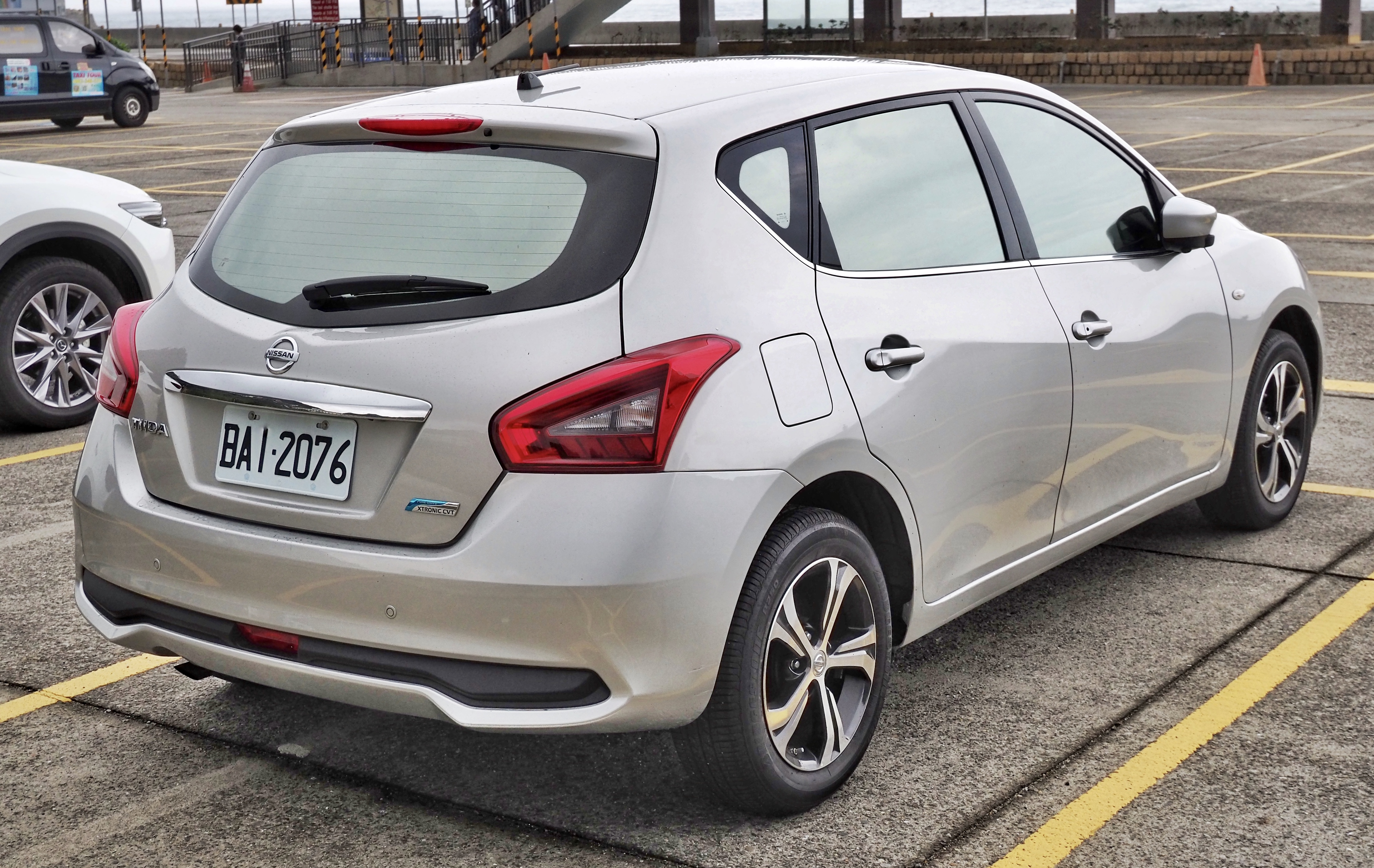
2017年モデル（リア）

2回目のフェイスリフトは2021年度であり、Vモーションは控えめにし、名前をティーダJ（TIIDA J）に変更した。

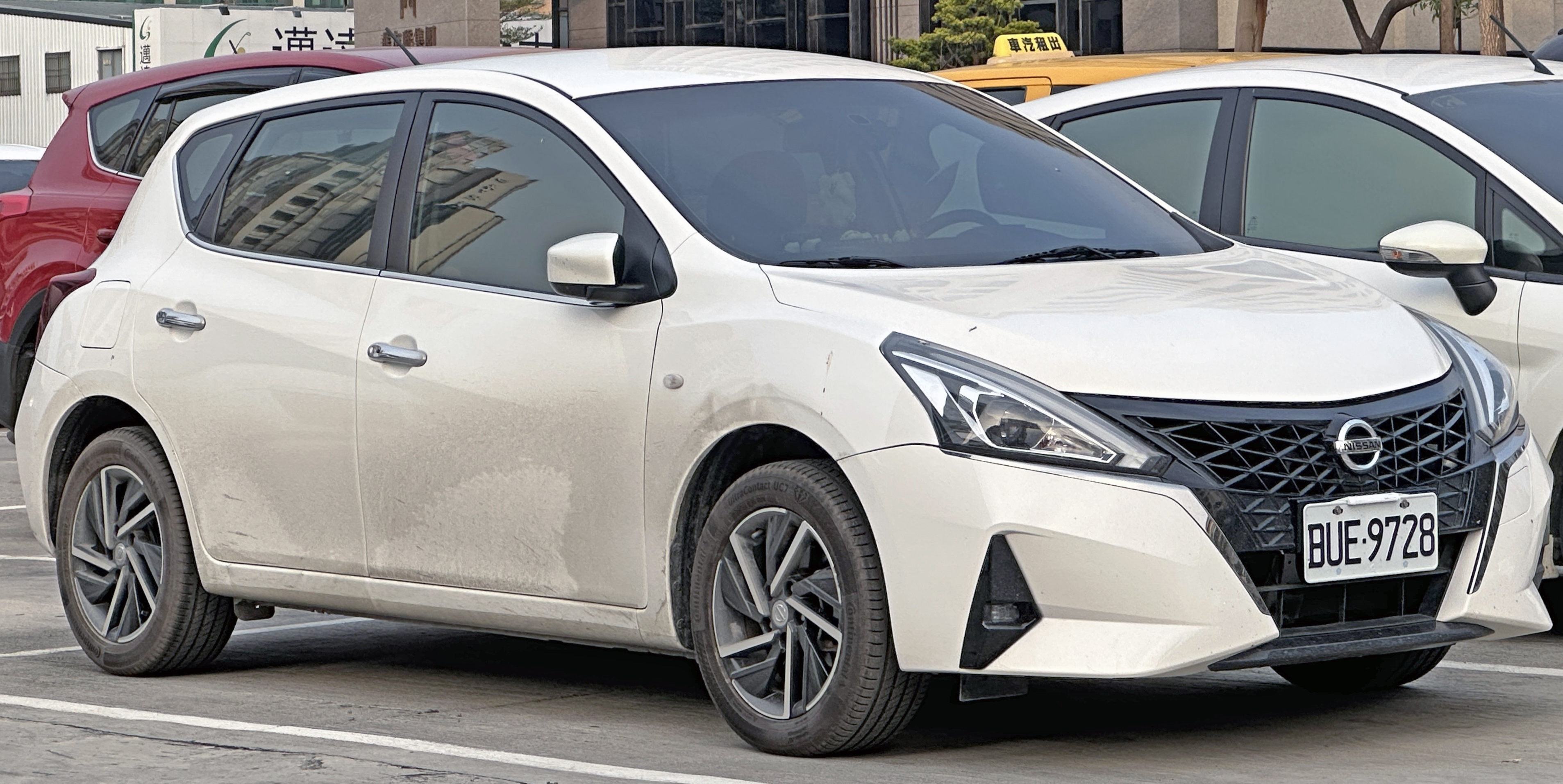
2021年モデル（フロント）
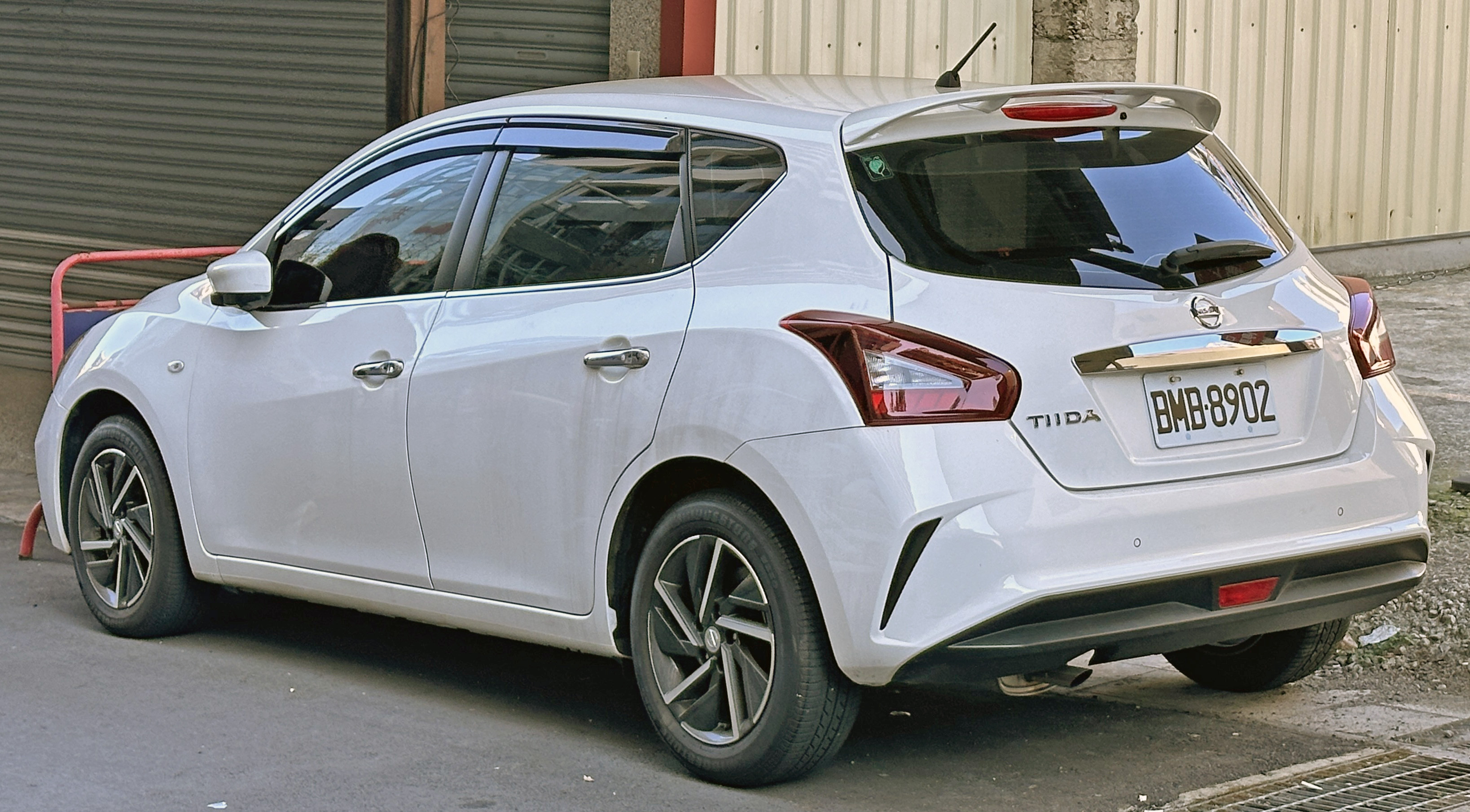
2021年モデル（リア）
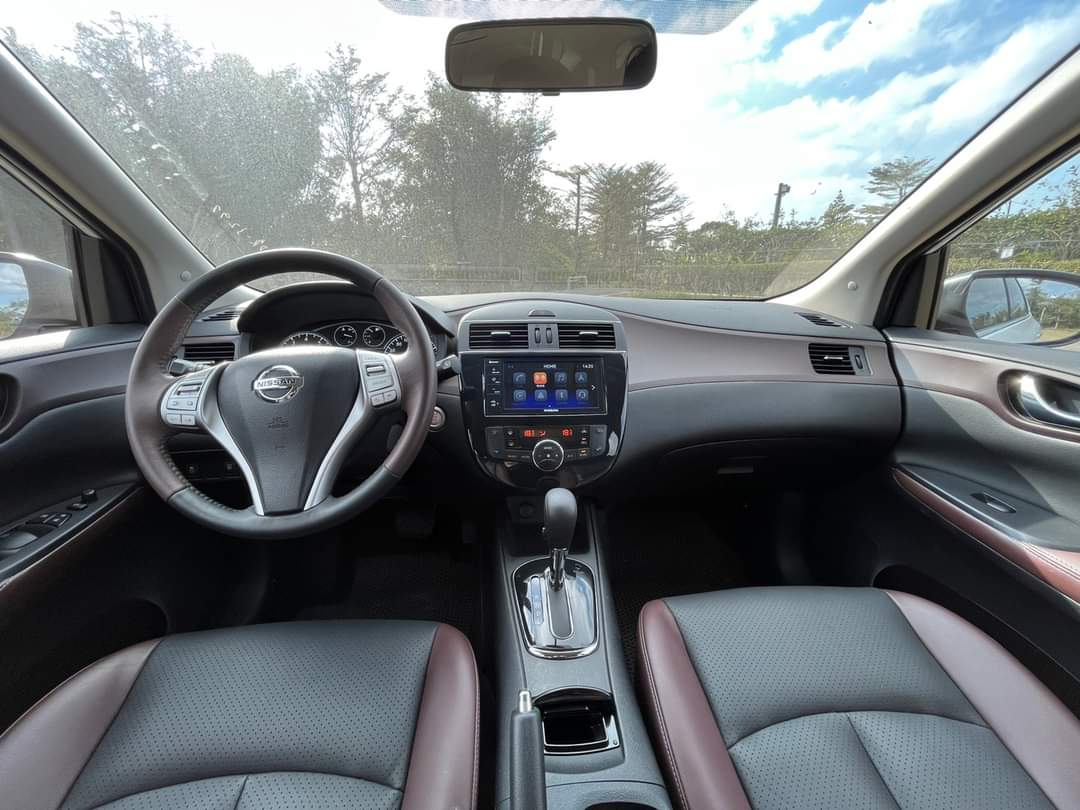
2021年モデル（インテリア）

### 年表
- 2011年
  - 4月19日 - 上海モーターショーにて新型ティーダが世界初公開された[44]。
  - 6月1日 - 中国にて発売。エンジンはHR16DE型1.6L、スポーティーなGTS系列にはMR16DDT型1.6Lターボが搭載される[45]。
- 2012年
  - 10月16日 - シドニーで開催のオーストラリア国際モーターショーにパルサーハッチバックとして出展。「パルサー」の車名のみならずスポーツグレードの「SSS」の復活も発表されている[46]。
  - 12月19日 - 台湾市場で発表。先代のティーダセダンと併売されるため「BIG TIIDA」として販売される。エンジンはHR16DE型1.6LとMR16DDT型1.6Lターボの2種類[47]。
- 2013年
  - 3月7日 - タイ王国でパルサーとして発売。エンジンはMRA8DE型1.8LとMR16DDT型1.6Lターボの2種類[48]。
  - 6月11日 - オーストラリアでパルサーハッチバックとして発売。STとST-LにはMRA8DE型1.8Lエンジンが、ST-SとSSSにはMR16DDT型1.6Lターボが搭載される[49]。
- 2015年12月 - オーストラリア市場でパルサーハッチバックの販売を終了。
- 2017年4月14日 - 台湾向けを改良。XMediaを読み込む機能や、アラウンドビューモニターなどを新設定。同時に、車名を「BIG TIIDA」から「i TIIDA（アイ　ティーダ）」に変更した。

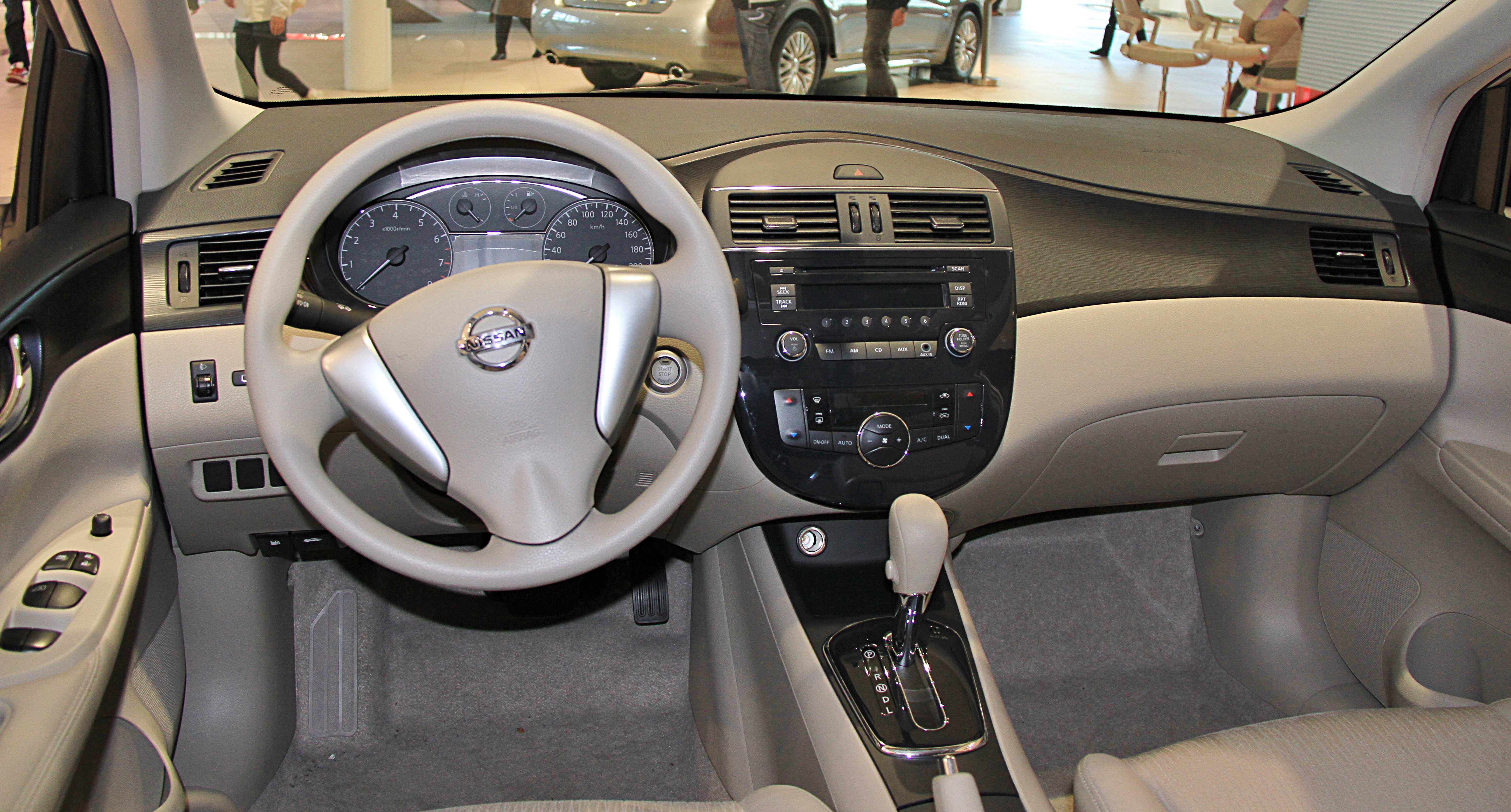
2013年型 1.6T XV インテリア
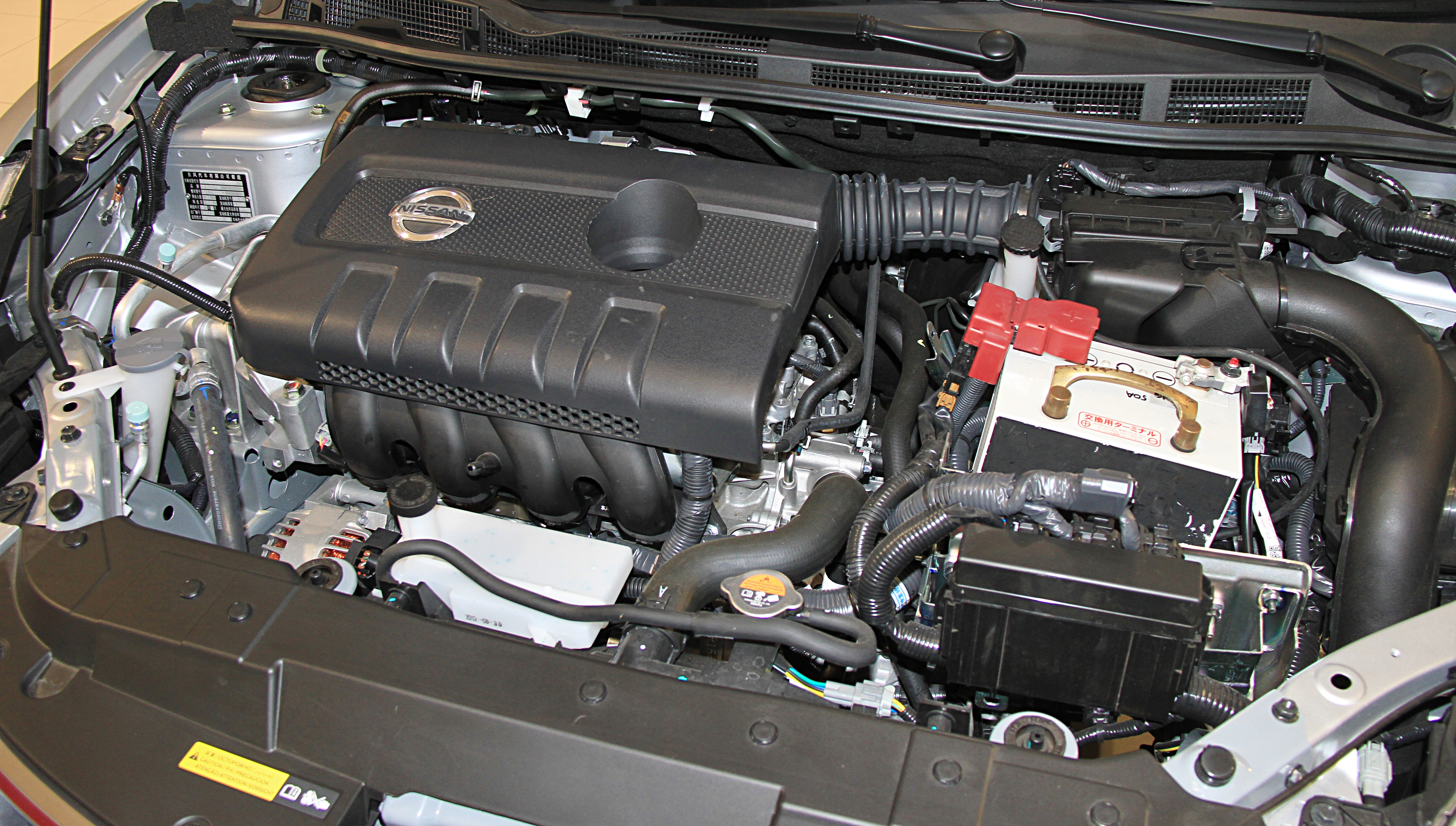
2013年型 1.6T XV エンジンルーム

## 3代目 C13型（2015年 - ）
- 2015年3月 - ロシア市場でC13型ティーダを発表。前述のC12型とは異なり、欧州等でパルサーとして販売されているものと同型となる[51]。
- 2016年4月25日 - 北京モーターショーにてC13型パルサーをベースとしたものを新型「ティーダ」の名で中国市場で発表。フロントマスクの一部がパルサーと異なる以外は基本的にほぼ同一仕様である。シルフィで先行採用されたエマージェンシーブレーキやBSWなどの安全装備を標準採用している[52]。2016年5月29日に販売開始。
- 2023年7月31日 - 改良された2024年モデルを発表、8月2日に発売することを予告した[53]。

## 車名の由来
「TIIDA」は英語で「自然の調和・時代の潮流」を意味する「tide」からの造語。「ティーダ」の発音は沖縄語で太陽を意味する「てぃーだ」から来ている。綴りの「II」は「ふたり」を表しており、ファミリーカーとしてのその後、つまり夫婦ふたりに戻るライフステージ（日産はこれを「ポスト・ファミリー」と呼んでいる）を見据えたパッケージングとして企画されたことに結びついている。
北米仕様のヴァーサ (VERSA) は「versatile space（多才な空間）」に由来する。

## モータースポーツ

### 中国サーキット選手権

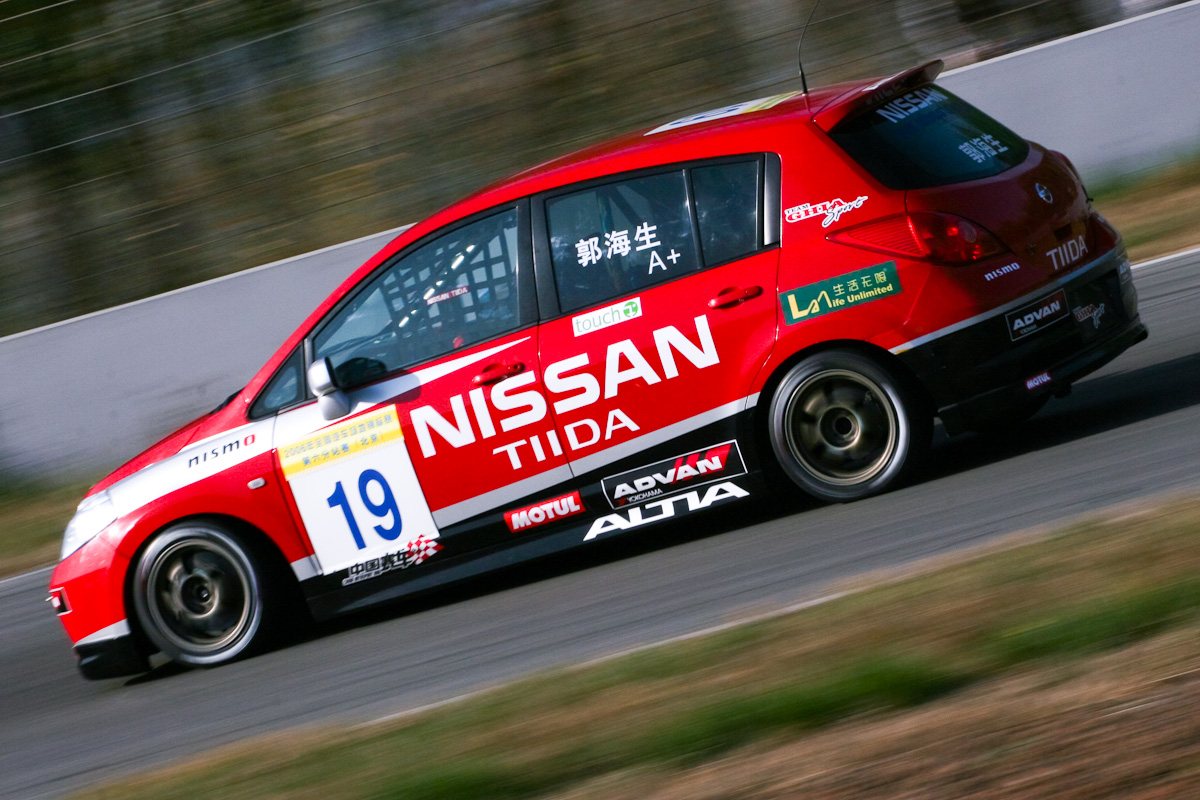
中国サーキット選手権に参戦したティーダ

ティーダは中国市場での人気から、モータースポーツにも参加してより積極的なアピールを行った。主戦場は中国サーキット選手権（China Circuit Championship。略称：CCC）の1600ccクラスで、東風日産ギアチームがいくつかの好戦績をおさめた。
2006年、東風日産ギアチームがティーダで参戦した。4月16日の第2戦（珠海国際サーキット戦）では郭海生が予選でポールポジションを獲得しながら同クラス最速記録を更新し、決勝レースで1-2フィニッシュを達成。また5月28日の同選手権第3戦（珠海国際サーキット戦）にて何暁楽が1600ccクラスで初優勝した。10月29日の同選手権最終戦（北京金港サーキット戦）では、ポールポジションからスタートした郭海生が優勝し、ドライバー選手権チャンピオンを獲得。予選2位で決勝レースに臨んだチームメイトの何暁楽はレース終盤にスピンアウトしてリタイヤとなったが、東風日産ギアチームはチーム選手権でもチャンピオンとなり、日産ティーダのCCCデビューイヤーにダブルタイトルを獲得することとなった。
同選手権には2007年にも参戦しており、7月8日の第1戦（上海F1サーキット戦）で3位表彰台、7月22日の第2戦（北京金港サーキット戦）でも3位、9月9日の第4戦（北京金港サーキット戦）でも3位にとどまった。9月23日の第5戦（北京金港サーキット戦）では2位と3位でゴールした。
続く2008年は、5月11日の第2戦（北京金港サーキット戦）にて3位表彰台、6月8日の第3戦（北京金港サーキット戦）は林立峰が予選でポールポジションを獲得し、優勝を果たした。